# Saison 2020-2021 des Kings de Sacramento
La saison 2020-2021 des Kings de Sacramento est la 76e saison de la franchise (72e saison en NBA) et la 36e saison dans la ville de Sacramento.
Les Kings débutent la saison avec la plus longue série actuelle de la NBA, sans participation aux playoffs, avec un nombre de 14 saisons de disette. Leur dernière qualification remonte en 2006. Le 14 août 2021, Vlade Divac démissionne de son poste de manager général et nomme Monte McNair comme remplaçant.
Le 13 mai 2021, la franchise est officiellement hors-course pour une qualification en playoffs, pour une 15e saison consécutive, égalant le record de la plus longue série sans participation en playoffs, dans l'histoire de la ligue, avec les Clippers de Los Angeles.
À l'issue de la saison régulière, Tyrese Haliburton prend la 3e place dans la course au trophée de NBA Rookie of the Year, devancé par Anthony Edwards et LaMelo Ball, vainqueur du suffrage.

## Draft
| Tour | Choix | Joueur            | Poste | Nationalité | Provenance                |
| ---- | ----- | ----------------- | ----- | ----------- | ------------------------- |
| 1    | 12    | Tyrese Haliburton | PG    | États-Unis  | Cyclones d'Iowa State     |
| 2    | 43    | Jahmi'us Ramsey   | SG    | États-Unis  | Red Raiders de Texas Tech |
| 2    | 52    | Kenyon Martin Jr. | PF    | États-Unis  | IMG Academy               |

## Matchs

### Pré-saison
| Pré-saison Total: 2-2 (Domicile : 1-1; Extérieur : 1-1) |

| Match | Date match  | Équipe       | Score     | Meilleur marqueur    | Meilleur rebondeur   | Meilleur passeur      | Lieux           | Série |
| ----- | ----------- | ------------ | --------- | -------------------- | -------------------- | --------------------- | --------------- | ----- |
| 1     | 11 décembre | @ Portland   | D 102-127 | Buddy Hield (23)     | Nemanja Bjelica (7)  | De'Aaron Fox (6)      | Moda Center     | 0 - 1 |
| 2     | 13 décembre | @ Portland   | V 121-106 | Guy, Holmes (14)     | Trois joueurs (6)    | Haliburton, Hield (7) | Moda Center     | 1 - 1 |
| 3     | 15 décembre | Golden State | V 114-113 | Kyle Guy (20)        | Hassan Whiteside (9) | De'Aaron Fox (5)      | Golden 1 Center | 2 - 1 |
| 4     | 17 décembre | Golden State | D 105-113 | Harrison Barnes (17) | Hassan Whiteside (9) | De'Aaron Fox (12)     | Golden 1 Center | 2 - 2 |

### Saison régulière
| Saison régulière Total: 31-41 (Domicile : 16-20; Extérieur : 15-21) |

| Match | Date match  | Équipe    | Score          | Meilleur marqueur    | Meilleur rebondeur  | Meilleur passeur      | Lieux           | Série |
| ----- | ----------- | --------- | -------------- | -------------------- | ------------------- | --------------------- | --------------- | ----- |
| 1     | 23 décembre | @ Denver  | V 124-122 (OT) | Buddy Hield (22)     | Harrison Barnes (9) | De'Aaron Fox (7)      | Ball Arena      | 1 - 0 |
| 2     | 26 décembre | Phoenix   | V 106-103      | De'Aaron Fox (24)    | Bagley, Barnes (11) | De'Aaron Fox (7)      | Golden 1 Center | 2 - 0 |
| 3     | 27 décembre | Phoenix   | D 100-116      | Buddy Hield (17)     | Richaun Holmes (11) | Tyrese Haliburton (6) | Golden 1 Center | 2 - 1 |
| 4     | 29 décembre | Denver    | V 125-115      | De'Aaron Fox (24)    | Buddy Hield (8)     | De'Aaron Fox (9)      | Golden 1 Center | 3 - 1 |
| 5     | 31 décembre | @ Houston | D 119-122      | Harrison Barnes (24) | Richaun Holmes (13) | De'Aaron Fox (6)      | Toyota Center   | 3 - 2 |

| Match                                                                                           | Date match | Équipe              | Score     | Meilleur marqueur    | Meilleur rebondeur    | Meilleur passeur       | Lieux                   | Série  |
| ----------------------------------------------------------------------------------------------- | ---------- | ------------------- | --------- | -------------------- | --------------------- | ---------------------- | ----------------------- | ------ |
| 6                                                                                               | 2 janvier  | @ Houston           | D 94-102  | De'Aaron Fox (23)    | Bagley, Holmes (9)    | De'Aaron Fox (4)       | Toyota Center           | 3 - 3  |
| 7                                                                                               | 4 janvier  | @ Golden State      | D 106-137 | Barnes, Fox (18)     | Bagley, Barnes (9)    | De'Aaron Fox (7)       | Chase Center            | 3 - 4  |
| 8                                                                                               | 6 janvier  | Chicago             | V 128-124 | Richaun Holmes (24)  | Marvin Bagley (12)    | Tyrese Haliburton (6)  | Golden 1 Center         | 4 - 4  |
| 9                                                                                               | 8 janvier  | Toronto             | D 123-144 | De'Aaron Fox (23)    | Buddy Hield (5)       | Barnes, Haliburton (8) | Golden 1 Center         | 4 - 5  |
| 10                                                                                              | 9 janvier  | Portland            | D 99-125  | Marvin Bagley (15)   | Bagley, Whiteside (8) | Tyrese Haliburton (8)  | Golden 1 Center         | 4 - 6  |
| 11                                                                                              | 11 janvier | Indiana             | V 127-122 | Harrison Barnes (30) | Richaun Holmes (10)   | De'Aaron Fox (9)       | Golden 1 Center         | 5 - 6  |
| 12                                                                                              | 13 janvier | Portland            | D 126-132 | De'Aaron Fox (29)    | Richaun Holmes (9)    | Tyrese Haliburton (9)  | Golden 1 Center         | 5 - 7  |
| 13                                                                                              | 15 janvier | L.A. Clippers       | D 100-138 | Marvin Bagley (20)   | Chimezie Metu (8)     | Haliburton, Hield (5)  | Golden 1 Center         | 5 - 8  |
| 14                                                                                              | 17 janvier | La Nouvelle-Orléans | D 123-128 | De'Aaron Fox (43)    | Marvin Bagley (10)    | De'Aaron Fox (13)      | Golden 1 Center         | 5 - 9  |
| 15                                                                                              | 20 janvier | @ L.A. Clippers     | D 96-115  | De'Aaron Fox (25)    | Marvin Bagley (8)     | De'Aaron Fox (7)       | Staples Center          | 5 - 10 |
| 16                                                                                              | 22 janvier | New York            | V 103-94  | De'Aaron Fox (22)    | Richaun Holmes (14)   | Barnes, Fox (7)        | Golden 1 Center         | 6 - 10 |
| -                                                                                               | 24 janvier | @ Memphis           | Reporté*  | Reporté*             | Reporté*              | Reporté*               | FedExForum              | -      |
| -                                                                                               | 25 janvier | @ Memphis           | Reporté*  | Reporté*             | Reporté*              | Reporté*               | FedExForum              | -      |
| 17                                                                                              | 27 janvier | @ Orlando           | V 121-107 | Buddy Hield (29)     | Bagley, Holmes (12)   | De'Aaron Fox (10)      | Amway Center            | 7 - 10 |
| 18                                                                                              | 29 janvier | @ Toronto           | V 126-124 | Harrison Barnes (26) | Hassan Whiteside (9)  | Tyrese Haliburton (11) | Amalie Arena            | 8 - 10 |
| 19                                                                                              | 30 janvier | @ Miami             | D 104-105 | De'Aaron Fox (30)    | Tyrese Haliburton (7) | Fox, Haliburton (6)    | American Airlines Arena | 8 - 11 |
| * Les matchs ont été reportés à la suite du protocole sanitaire de la ligue contre la covid-19. |            |                     |           |                      |                       |                        |                         |        |

| Match | Date match  | Équipe                | Score     | Meilleur marqueur      | Meilleur rebondeur     | Meilleur passeur      | Lieux                 | Série   |
| ----- | ----------- | --------------------- | --------- | ---------------------- | ---------------------- | --------------------- | --------------------- | ------- |
| 20    | 1er février | @ La Nouvelle-Orléans | V 118-109 | De'Aaron Fox (38)      | Tyrese Haliburton (11) | De'Aaron Fox (12)     | Smoothie King Center  | 9 - 11  |
| 21    | 3 février   | Boston                | V 116-111 | De'Aaron Fox (26)      | Buddy Hield (11)       | De'Aaron Fox (11)     | Golden 1 Center       | 10 - 11 |
| 22    | 6 février   | Denver                | V 119-114 | Harrison Barnes (28)   | Hassan Whiteside (11)  | Buddy Hield (7)       | Golden 1 Center       | 11 - 11 |
| 23    | 7 février   | @ L.A. Clippers       | V 113-110 | De'Aaron Fox (36)      | Harrison Barnes (12)   | De'Aaron Fox (7)      | Staples Center        | 12 - 11 |
| 24    | 9 février   | Philadelphie          | D 111-119 | De'Aaron Fox (34)      | Buddy Hield (8)        | De'Aaron Fox (10)     | Golden 1 Center       | 12 - 12 |
| 25    | 12 février  | Orlando               | D 112-123 | Buddy Hield (19)       | Nemanja Bjelica (9)    | Tyrese Haliburton (7) | Golden 1 Center       | 12 - 13 |
| 26    | 14 février  | Memphis               | D 110-124 | De'Aaron Fox (23)      | Buddy Hield (6)        | De'Aaron Fox (9)      | Golden 1 Center       | 12 - 14 |
| 27    | 15 février  | Brooklyn              | D 125-136 | Hassan Whiteside (26)  | Hassan Whiteside (16)  | De'Aaron Fox (8)      | Golden 1 Center       | 12 - 15 |
| 28    | 18 février  | Miami                 | D 110-118 | Nemanja Bjelica (25)   | Marvin Bagley (10)     | De'Aaron Fox (10)     | Golden 1 Center       | 12 - 16 |
| 29    | 20 février  | @ Chicago             | D 114-122 | Marvin Bagley (26)     | Marvin Bagley (11)     | De'Aaron Fox (9)      | United Center         | 12 - 17 |
| 30    | 21 février  | @ Milwaukee           | D 115-128 | Tyrese Haliburton (23) | Richaun Holmes (11)    | De'Aaron Fox (10)     | Fiserv Forum          | 12 - 18 |
| 31    | 23 février  | @ Brooklyn            | D 118-127 | De'Aaron Fox (27)      | Richaun Holmes (11)    | Tyrese Haliburton (9) | Barclays Center       | 12 - 19 |
| 32    | 25 février  | @ New York            | D 121-140 | De'Aaron Fox (29)      | Harrison Barnes (7)    | De'Aaron Fox (11)     | Madison Square Garden | 12 - 20 |
| 33    | 26 février  | @ Détroit             | V 110-107 | De'Aaron Fox (27)      | Richaun Holmes (17)    | Harrison Barnes (7)   | Little Caesars Arena  | 13 - 20 |
| 34    | 28 février  | Charlotte             | D 126-127 | Buddy Hield (30)       | Marvin Bagley (10)     | De'Aaron Fox (14)     | Golden 1 Center       | 13 - 21 |

| Match                  | Date match | Équipe         | Score     | Meilleur marqueur | Meilleur rebondeur    | Meilleur passeur       | Lieux                      | Série   |
| ---------------------- | ---------- | -------------- | --------- | ----------------- | --------------------- | ---------------------- | -------------------------- | ------- |
| 35                     | 3 mars     | L.A. Lakers    | V 123-120 | Buddy Hield (29)  | Richaun Holmes (9)    | De'Aaron Fox (8)       | Golden 1 Center            | 14 - 21 |
| 36                     | 4 mars     | @ Portland     | D 119-123 | De'Aaron Fox (32) | Richaun Holmes (11)   | De'Aaron Fox (12)      | Moda Center                | 14 - 22 |
| NBA All-Star Game 2021 |            |                |           |                   |                       |                        |                            |         |
| 37                     | 11 mars    | Houston        | V 125-105 | De'Aaron Fox (30) | Barnes, Holmes (11)   | De'Aaron Fox (9)       | Golden 1 Center            | 15 - 22 |
| 38                     | 13 mars    | @ Atlanta      | D 106-121 | De'Aaron Fox (32) | Richaun Holmes (12)   | De'Aaron Fox (6)       | State Farm Arena           | 15 - 23 |
| 39                     | 15 mars    | @ Charlotte    | D 116-122 | De'Aaron Fox (29) | Richaun Holmes (15)   | De'Aaron Fox (8)       | State Farm Arena           | 15 - 24 |
| 40                     | 17 mars    | @ Washington   | V 121-119 | De'Aaron Fox (28) | Harrison Barnes (8)   | De'Aaron Fox (7)       | Capital One Arena          | 16 - 24 |
| 41                     | 19 mars    | @ Boston       | V 107-96  | De'Aaron Fox (29) | Harrison Barnes (13)  | Tyrese Haliburton (7)  | TD Garden                  | 17 - 24 |
| 42                     | 20 mars    | @ Philadelphie | D 105-129 | Buddy Hield (25)  | Harrison Barnes (7)   | Cory Joseph (7)        | Wells Fargo Center         | 17 - 25 |
| 43                     | 22 mars    | @ Cleveland    | V 119-105 | De'Aaron Fox (30) | Richaun Holmes (16)   | Harrison Barnes (8)    | Rocket Mortgage FieldHouse | 18 - 25 |
| 44                     | 24 mars    | Atlanta        | V 110-108 | De'Aaron Fox (37) | Hassan Whiteside (12) | Tyrese Haliburton (7)  | Golden 1 Center            | 19 - 25 |
| 45                     | 25 mars    | Golden State   | V 141-119 | De'Aaron Fox (44) | Richaun Holmes (11)   | De'Aaron Fox (7)       | Golden 1 Center            | 20 - 25 |
| 46                     | 27 mars    | Cleveland      | V 100-98  | De'Aaron Fox (36) | Richaun Holmes (14)   | De'Aaron Fox (6)       | Golden 1 Center            | 21 - 25 |
| 47                     | 29 mars    | @ San Antonio  | V 132-115 | De'Aaron Fox (24) | Richaun Holmes (12)   | Tyrese Haliburton (10) | AT&T Center                | 22 - 25 |
| 48                     | 31 mars    | @ San Antonio  | D 106-120 | De'Aaron Fox (20) | Richaun Holmes (15)   | Harrison Barnes (5)    | AT&T Center                | 22 - 26 |

| Match | Date match | Équipe                | Score     | Meilleur marqueur      | Meilleur rebondeur    | Meilleur passeur       | Lieux                    | Série   |
| ----- | ---------- | --------------------- | --------- | ---------------------- | --------------------- | ---------------------- | ------------------------ | ------- |
| 49    | 2 avril    | L.A. Lakers           | D 94-115  | Harrison Barnes (26)   | Richaun Holmes (7)    | Barnes, Fox (5)        | Golden 1 Center          | 22 - 27 |
| 50    | 3 avril    | Milwaukee             | D 128-129 | De'Aaron Fox (27)      | Richaun Holmes (9)    | Tyrese Haliburton (11) | Golden 1 Center          | 22 - 28 |
| 51    | 5 avril    | @ Minnesota           | D 106-116 | De'Aaron Fox (31)      | Harrison Barnes (12)  | De'Aaron Fox (9)       | Target Center            | 22 - 29 |
| 52    | 8 avril    | Détroit               | D 101-113 | De'Aaron Fox (23)      | Fox, Holmes (9)       | Fox, Haliburton (7)    | Golden 1 Center          | 22 - 30 |
| 53    | 10 avril   | @ Utah                | D 112-128 | De'Aaron Fox (30)      | Richaun Holmes (10)   | De'Aaron Fox (8)       | Vivint Smart Home Arena  | 22 - 31 |
| 54    | 12 avril   | @ La Nouvelle-Orléans | D 110-117 | De'Aaron Fox (43)      | Harrison Barnes (11)  | Fox, Haliburton (6)    | Smoothie King Center     | 22 - 32 |
| 55    | 14 avril   | Washington            | D 111-123 | De'Aaron Fox (33)      | Hassan Whiteside (9)  | Fox, Haliburton (6)    | Golden 1 Center          | 22 - 33 |
| 56    | 15 avril   | @ Phoenix             | D 114-122 | De'Aaron Fox (27)      | Hassan Whiteside (10) | De'Aaron Fox (8)       | PHX Arena                | 22 - 34 |
| 57    | 18 avril   | @ Dallas              | V 121-107 | De'Aaron Fox (30)      | Hassan Whiteside (10) | De'Aaron Fox (12)      | American Airlines Center | 23 - 34 |
| 58    | 20 avril   | Minnesota             | D 120-134 | Barnes, Harkless (20)  | Harrison Barnes (8)   | Tyrese Haliburton (9)  | Golden 1 Center          | 23 - 35 |
| 59    | 21 avril   | Minnesota             | V 128-125 | De'Aaron Fox (30)      | Damian Jones (8)      | Barnes, Fox (7)        | Golden 1 Center          | 24 - 35 |
| 60    | 25 avril   | @ Golden State        | D 113-117 | Buddy Hield (25)       | Harrison Barnes (7)   | Tyrese Haliburton (8)  | Chase Center             | 24 - 36 |
| 61    | 26 avril   | Dallas                | V 113-106 | Richaun Holmes (24)    | Damian Jones (7)      | Tyrese Haliburton (10) | Golden 1 Center          | 25 - 36 |
| 62    | 28 avril   | Utah                  | D 105-154 | Hield, Holmes (18)     | Trois joueurs (5)     | Tyrese Haliburton (8)  | Golden 1 Center          | 25 - 37 |
| 63    | 30 avril   | @ L.A. Lakers         | V 110-106 | Tyrese Haliburton (23) | Richaun Holmes (9)    | Tyrese Haliburton (10) | Staples Center           | 26 - 37 |

| Match | Date match | Équipe          | Score     | Meilleur marqueur    | Meilleur rebondeur | Meilleur passeur  | Lieux                    | Série   |
| ----- | ---------- | --------------- | --------- | -------------------- | ------------------ | ----------------- | ------------------------ | ------- |
| 64    | 2 mai      | @ Dallas        | V 111-99  | Buddy Hield (27)     | Marvin Bagley (9)  | Terence Davis (7) | American Airlines Center | 27 - 37 |
| 65    | 4 mai      | @ Oklahoma City | V 103-99  | Davis, Hield (18)    | Buddy Hield (11)   | Delon Wright (8)  | Chesapeake Energy Arena  | 28 - 37 |
| 66    | 5 mai      | @ Indiana       | V 104-93  | Marvin Bagley (31)   | Marvin Bagley (12) | Buddy Hield (8)   | Bankers Life Fieldhouse  | 29 - 37 |
| 67    | 7 mai      | San Antonio     | D 104-113 | Terence Davis (24)   | Jones, Wright (7)  | Delon Wright (9)  | Golden 1 Center          | 29 - 38 |
| 68    | 9 mai      | Oklahoma City   | V 126-98  | Davis, Harkless (18) | Bagley, Metu (9)   | Davis, Hield (7)  | Golden 1 Center          | 30 - 38 |
| 69    | 11 mai     | Oklahoma City   | V 122-106 | Terence Davis (27)   | Holmes, Jones (7)  | Delon Wright (8)  | Golden 1 Center          | 31 - 38 |
| 70    | 13 mai     | @ Memphis       | D 110-116 | Justin James (31)    | Trois joueurs (5)  | Delon Wright (8)  | FedExForum               | 31 - 39 |
| 71    | 14 mai     | @ Memphis       | D 106-107 | Louis King (27)      | Damian Jones (11)  | Buddy Hield (5)   | FedExForum               | 31 - 40 |
| 72    | 16 mai     | Utah            | D 99-121  | Terence Davis (20)   | Chimezie Metu (8)  | Buddy Hield (9)   | Golden 1 Center          | 31 - 41 |

### Confrontations en saison régulière
| Conférence Est      | Conférence Est                              | Conférence Est                              | Conférence Ouest                            | Conférence Ouest                            | Conférence Ouest                            | Conférence Ouest                            | Conférence Ouest                            |
| Division Atlantique | Division Atlantique                         | Division Atlantique                         | Division Nord-Ouest                         | Division Nord-Ouest                         | Division Nord-Ouest                         | Division Nord-Ouest                         | Division Nord-Ouest                         |
| Équipe              | Domicile                                    | Extérieur                                   | Équipe                                      | Domicile                                    | Domicile                                    | Extérieur                                   | Extérieur                                   |
| ------------------- | ------------------------------------------- | ------------------------------------------- | ------------------------------------------- | ------------------------------------------- | ------------------------------------------- | ------------------------------------------- | ------------------------------------------- |
| Boston              | 116-111                                     | 107-96                                      | Denver                                      | 125-115                                     | 119-114                                     | 124-122 (OT)                                |                                             |
| Brooklyn            | 125-136                                     | 118-127                                     | Minnesota                                   | 120-134                                     | 128-105                                     | 106-116                                     |                                             |
| New York            | 103-94                                      | 121-140                                     | Oklahoma City                               | 126-98                                      | 122-106                                     | 103-99                                      |                                             |
| Philadelphie        | 111-119                                     | 105-129                                     | Portland                                    | 99-125                                      | 126-132                                     | 119-123                                     |                                             |
| Toronto             | 123-144                                     | 126-124                                     | Utah                                        | 105-154                                     | 99-121                                      | 112-128                                     |                                             |
|                     | 2–3                                         | 2–3                                         |                                             | 5–5                                         | 5–5                                         | 2–3                                         | 2–3                                         |
| Division            | 4–6                                         | 4–6                                         | Division                                    | 7–8                                         | 7–8                                         | 7–8                                         | 7–8                                         |
| Division Centrale   | Division Centrale                           | Division Centrale                           | Division Pacifique                          | Division Pacifique                          | Division Pacifique                          | Division Pacifique                          | Division Pacifique                          |
| Équipe              | Domicile                                    | Extérieur                                   | Équipe                                      | Domicile                                    | Domicile                                    | Extérieur                                   | Extérieur                                   |
| Chicago             | 128-124                                     | 114-122                                     | Golden State                                | 141-119                                     |                                             | 106-137                                     | 113-117                                     |
| Cleveland           | 100-98                                      | 119-105                                     | L.A. Clippers                               | 100-138                                     |                                             | 96-115                                      | 113-110                                     |
| Detroit             | 101-113                                     | 110-107                                     | L.A. Lakers                                 | 123-120                                     | 94-115                                      | 110-106                                     |                                             |
| Indiana             | 127-122                                     | 104-93                                      | Phoenix                                     | 106-103                                     | 100-116                                     | 114-122                                     |                                             |
| Milwaukee           | 128-129                                     | 115-128                                     |                                             |                                             |                                             |                                             |                                             |
|                     | 3–2                                         | 3–2                                         |                                             | 3–3                                         | 3–3                                         | 2–4                                         | 2–4                                         |
| Division            | 6–4                                         | 6–4                                         | Division                                    | 5–7                                         | 5–7                                         | 5–7                                         | 5–7                                         |
| Division Sud-Est    | Division Sud-Est                            | Division Sud-Est                            | Division Sud-Ouest                          | Division Sud-Ouest                          | Division Sud-Ouest                          | Division Sud-Ouest                          | Division Sud-Ouest                          |
| Équipe              | Domicile                                    | Extérieur                                   | Équipe                                      | Domicile                                    | Domicile                                    | Extérieur                                   | Extérieur                                   |
| Atlanta             | 110-108                                     | 106-121                                     | Dallas                                      | 113-106                                     |                                             | 121-107                                     | 111-99                                      |
| Charlotte           | 126-127                                     | 116-122                                     | Houston                                     | 125-105                                     |                                             | 119-122                                     | 94-102                                      |
| Miami               | 110-118                                     | 104-105                                     | Memphis                                     | 110-124                                     |                                             | 110-116                                     | 106-107                                     |
| Orlando             | 112-123                                     | 121-107                                     | New Orleans                                 | 123-128                                     |                                             | 118-109                                     | 110-117                                     |
| Washington          | 111-123                                     | 121-119                                     | San Antonio                                 | 104-113                                     |                                             | 132-115                                     | 106-120                                     |
|                     | 1–4                                         | 2–2                                         |                                             | 1–3                                         | 1–3                                         | 5–7                                         | 5–7                                         |
| Division            | 3–6                                         | 3–6                                         | Division                                    | 6–10                                        | 6–10                                        | 6–10                                        | 6–10                                        |
| Conférence          | 13–16 (Domicile : 6–9; Extérieur : 7–7)     | 13–16 (Domicile : 6–9; Extérieur : 7–7)     | Conférence                                  | 18–25 (Domicile : 10–11; Extérieur : 8–14)  | 18–25 (Domicile : 10–11; Extérieur : 8–14)  | 18–25 (Domicile : 10–11; Extérieur : 8–14)  | 18–25 (Domicile : 10–11; Extérieur : 8–14)  |
| Total               | 31–41 (Domicile : 16–20; Extérieur : 15–21) | 31–41 (Domicile : 16–20; Extérieur : 15–21) | 31–41 (Domicile : 16–20; Extérieur : 15–21) | 31–41 (Domicile : 16–20; Extérieur : 15–21) | 31–41 (Domicile : 16–20; Extérieur : 15–21) | 31–41 (Domicile : 16–20; Extérieur : 15–21) | 31–41 (Domicile : 16–20; Extérieur : 15–21) |

## Classements
| Conférence Ouest | Conférence Ouest                    | Conférence Ouest | Conférence Ouest | Conférence Ouest | Conférence Ouest | Conférence Ouest | Conférence Ouest |
| No               | Franchise                           | Vic.             | Def.             | MJ               | V/D              | GB               |                  |
| ---------------- | ----------------------------------- | ---------------- | ---------------- | ---------------- | ---------------- | ---------------- | ---------------- |
| 1                | z - Jazz de l'Utah*                 | 52               | 20               | 72               | .722             | –                |                  |
| 2                | y - Suns de Phoenix*                | 51               | 21               | 72               | .708             | 1                |                  |
| 3                | x - Nuggets de Denver               | 47               | 25               | 72               | .653             | 5                |                  |
| 4                | x - Clippers de Los Angeles         | 47               | 25               | 72               | .653             | 5                |                  |
| 5                | y - Mavericks de Dallas*            | 42               | 30               | 72               | .583             | 10               |                  |
| 6                | x - Trail Blazers de Portland       | 42               | 30               | 72               | .583             | 10               |                  |
|                  |                                     |                  |                  |                  |                  |                  |                  |
| 7                | x - Lakers de Los Angeles           | 42               | 30               | 72               | .583             | 10               |                  |
| 8                | x - Grizzlies de Memphis            | 38               | 34               | 72               | .528             | 14               |                  |
| 9                | o - Warriors de Golden State        | 39               | 33               | 72               | .542             | 13               |                  |
| 10               | o - Spurs de San Antonio            | 33               | 39               | 72               | .458             | 19               |                  |
|                  |                                     |                  |                  |                  |                  |                  |                  |
| 11               | o - Pelicans de La Nouvelle-Orléans | 31               | 41               | 72               | .431             | 21               |                  |
| 12               | o - Kings de Sacramento             | 31               | 41               | 72               | .431             | 21               |                  |
| 13               | o - Timberwolves du Minnesota       | 23               | 49               | 72               | .319             | 29               |                  |
| 14               | o - Thunder d'Oklahoma City         | 22               | 50               | 72               | .306             | 30               |                  |
| 15               | o - Rockets de Houston              | 17               | 55               | 72               | .236             | 35               |                  |

| Division Pacifique           | V  | D  | MJ | V/D  | GB | Dom   | Ext   | Div |
| ---------------------------- | -- | -- | -- | ---- | -- | ----- | ----- | --- |
| y - Suns de Phoenix          | 51 | 21 | 72 | .708 | –  | 27–9  | 24–12 | 7–5 |
| x - Clippers de Los Angeles  | 47 | 25 | 72 | .653 | 4  | 26–10 | 21–15 | 9–3 |
| x - Lakers de Los Angeles    | 42 | 30 | 72 | .577 | 9  | 21–15 | 21–15 | 4–8 |
| o - Warriors de Golden State | 39 | 33 | 72 | .542 | 12 | 25–11 | 14–22 | 5–7 |
| o - Kings de Sacramento      | 31 | 41 | 72 | .431 | 20 | 16–20 | 15–21 | 5–7 |

## Effectif

### Effectif actuel
| Kings de Sacramento Effectif en fin de saison régulière        |    |                        |                       |                   |
| Entraîneur : Luke Walton                                       |    |                        |                       |                   |
| Ailier fort / Pivot                                            | 35 | Drapeau des États-Unis | Marvin Bagley         | Duke              |
| Ailier / Ailier fort                                           | 40 | Drapeau des États-Unis | Harrison Barnes       | North Carolina    |
| Arrière                                                        | 9  | Drapeau des États-Unis | Terence Davis         | Ole Miss          |
| Meneur                                                         | 5  | Drapeau des États-Unis | De'Aaron Fox          | Kentucky          |
| Meneur / Arrière                                               | 7  | Drapeau des États-Unis | Kyle Guy (TW)         | Virginia          |
| Meneur / Arrière                                               | 0  | Drapeau des États-Unis | Tyrese Haliburton (R) | Iowa State        |
| Ailier / Ailier fort                                           | 8  | /                      | Maurice Harkless      | Saint John        |
| Arrière                                                        | 24 | Drapeau des Bahamas    | Buddy Hield           | Oklahoma          |
| Pivot                                                          | 22 | Drapeau des États-Unis | Richaun Holmes        | Bowling Green     |
| Ailier                                                         | 10 | Drapeau des États-Unis | Justin James          | Wyoming           |
| Pivot                                                          | 15 | Drapeau des États-Unis | Damian Jones          | Vanderbilt        |
| Ailier                                                         | 23 | Drapeau des États-Unis | Louis King (TW)       | Oregon            |
| Ailier fort / Pivot                                            | 25 | /                      | Chimezie Metu         | USC               |
| Arrière                                                        | 3  | Drapeau des États-Unis | Jahmi'us Ramsey (R)   | Texas Tech        |
| Pivot                                                          | 20 | Drapeau des États-Unis | Hassan Whiteside      | Marshall          |
| Ailier                                                         | 13 | Drapeau des États-Unis | Robert Woodard II (R) | Mississippi State |
| Meneur / Arrière                                               | 55 | Drapeau des États-Unis | Delon Wright          | Utah              |
| (C) - Capitaine, (R) - Rookie, (TW) - Two-way contract, Blessé |    |                        |                       |                   |

## Récompenses durant la saison
| Date                    | Joueur            | Récompense                                     |
| ----------------------- | ----------------- | ---------------------------------------------- |
| Décembre / Janvier      | Tyrese Haliburton | Rookie du mois dans la Conférence Ouest.       |
| 1er février - 7 février | De'Aaron Fox      | Joueur de la semaine dans la conférence Ouest. |
| Février                 | Tyrese Haliburton | Rookie du mois dans la Conférence Ouest.       |
| 2 mars                  | Tyrese Haliburton | ☆ Rising Stars Challenge - Team USA ☆          |
| 22 mars - 28 mars       | De'Aaron Fox      | Joueur de la semaine dans la conférence Ouest. |
| 17 juin                 | Tyrese Haliburton | NBA All-Rookie First Team                      |

## Transactions

### Joueurs qui re-signent
| Date       | Joueur          | Contrat                           |
| ---------- | --------------- | --------------------------------- |
| 28/11/2020 | DaQuan Jeffries | Contrat de 3 147 290 $ sur 2 ans. |
| 09/12/2020 | Kyle Guy        | Two-way contract                  |
| 24/12/2020 | Chimezie Metu   | Two-way contract                  |

### Extension de contrat
| Date       | Joueur       | Extension                                                           |
| ---------- | ------------ | ------------------------------------------------------------------- |
| 24/11/2020 | De'Aaron Fox | Contrat de 163 000 000 $ sur 5 ans à partir de la saison 2021-2022. |

### Options dans les contrats
| Date       | Joueur        | Option                                                                          |
| ---------- | ------------- | ------------------------------------------------------------------------------- |
| 17/11/2020 | De'Aaron Fox  | Sacramento active son option d'équipe de 8 099 627 $ pour la saison 2020-2021.  |
| 17/11/2020 | Jabari Parker | Jabari Parker active son option joueur de 6 500 000 $ pour la saison 2020-2021. |
| 04/12/2020 | Marvin Bagley | Sacramento active son option d'équipe de 11 312 114 $ pour la saison 2021-2022. |

### Échanges
| Novembre    | Novembre                                                                                      | Novembre                                                                                          | Novembre |
| ----------- | --------------------------------------------------------------------------------------------- | ------------------------------------------------------------------------------------------------- | -------- |
| 19 novembre | Vers les Kings de Sacramento - Droits sur Robert Woodard II (#40) - Second tour de draft 2022 | Vers les Grizzlies de Memphis - Droits sur Xavier Tillman (#35)                                   | [ 12 ]   |
| 25 novembre | Vers les Kings de Sacramento - Second tour de draft 2021 des Lakers - Compensation financière | Vers les Rockets de Houston - Droits sur Kenyon Martin Jr. (#52)                                  | [ 13 ]   |
| Mars        |                                                                                               |                                                                                                   |          |
| 22 mars     | Vers les Kings de Sacramento - Mfiondu Kabengele - Compensation financière                    | Vers les Clippers de Los Angeles - Futur second tour de draft (protégé)                           | [ 14 ]   |
| 25 mars     | Vers les Kings de Sacramento - Maurice Harkless - Chris Silva                                 | Vers le Heat de Miami - Nemanja Bjelica                                                           | [ 15 ]   |
| 25 mars     | Vers les Kings de Sacramento - Delon Wright                                                   | Vers les Pistons de Détroit - Cory Joseph - Second tour de draft 2021 - Second tour de draft 2024 | [ 16 ]   |
| 25 mars     | Vers les Kings de Sacramento - Terence Davis                                                  | Vers les Raptors de Toronto - Second tour de draft 2021                                           | [ 17 ]   |

### Arrivées

#### Draft
| Date       | Joueur                  | Provenance                           |
| ---------- | ----------------------- | ------------------------------------ |
| 26/11/2020 | Tyrese Haliburton (#12) | Cyclones d'Iowa State (NCAA)         |
| 30/11/2020 | Robert Woodard II (#40) | Bulldogs de Mississippi State (NCAA) |
| 03/12/2020 | Jahmi'us Ramsey (#43)   | Red Raiders de Texas Tech (NCAA)     |

#### Agents libres
|  | Joueur ayant signé un contrat non-garanti, pour intégrer les camps d'entraînement de l'équipe. |

| Date       | Joueur             | Provenance                                 | Contrat                                                 |
| ---------- | ------------------ | ------------------------------------------ | ------------------------------------------------------- |
| 27/11/2020 | Hassan Whiteside   | Trail Blazers de Portland                  | Contrat de 2 320 044 $ sur 1 an.                        |
| 27/11/2020 | Chimezie Metu      | Spurs de San Antonio                       | Contrat partiellement garanti de 5 294 220 $ sur 3 ans. |
| 30/11/2020 | Frank Kaminsky     | Suns de Phoenix                            | Contrat non-garanti de 1 882 867 $ sur 1 an.            |
| 02/12/2020 | Glenn Robinson III | 76ers de Philadelphie                      | Contrat non-garanti de 2 028 594 $ sur 1 an.            |
| 08/12/2020 | Quinton Rose       | Owls de Temple (NCAA)                      | Contrat non-garanti de 898 310 $ sur 1 an.              |
| 16/12/2020 | Vincent Edwards    | Charge de Canton (NBA G-League)            | Contrat non-garanti de 1 445 697 $ sur 1 an.            |
| 28/04/2021 | Damian Jones       | Kings de Sacramento (contrats de 10 jours) | Contrat partiellement garanti de 2 214 976 $ sur 2 ans. |
| 28/04/2021 | Chimezie Metu      | Kings de Sacramento (Two-way contract)     | Contrat partiellement garanti de 4 373 656 $ sur 3 ans. |

#### Contrats de 10 jours
| Date       | Joueur       | Provenance                      |
| ---------- | ------------ | ------------------------------- |
| 25/02/2021 | Norvel Pelle | Charge de Canton (NBA G-League) |
| 07/04/2021 | Damian Jones | Lakers de Los Angeles           |
| 17/04/2021 | Damian Jones | Second contrat de 10 jours      |

#### Two-way contracts
| Date       | Joueur        | Provenance                       |
| ---------- | ------------- | -------------------------------- |
| 24/12/2020 | Chimezie Metu | Kings de Sacramento              |
| 01/05/2021 | Louis King    | Knicks de Westchester (G League) |

### Départs

#### Agents libres
| Date       | Joueur                        | Nouvelle équipe ¹                        |
| ---------- | ----------------------------- | ---------------------------------------- |
| 16/11/2020 | Corey Brewer                  | Retraite                                 |
| 22/11/2020 | Harry Giles                   | Trail Blazers de Portland                |
| 25/11/2020 | Bogdan Bogdanović (Restreint) | Hawks d'Atlanta                          |
| 29/11/2020 | Alex Len                      | Raptors de Toronto                       |
| 01/12/2020 | Kent Bazemore                 | Warriors de Golden State                 |
| 18/12/2020 | Yogi Ferrell                  | Jazz de l'Utah                           |
| 05/04/2021 | DaQuan Jeffries               | Rockets de Houston (Claimed off waivers) |

#### Joueurs coupés
|  | Joueurs non conservés après les camps d'entraînements de l'équipe. |

| Date       | Joueur             |
| ---------- | ------------------ |
| 10/12/2020 | Quinton Rose       |
| 18/12/2020 | Vincent Edwards    |
| 19/12/2020 | Frank Kaminsky     |
| 21/12/2020 | Chimezie Metu      |
| 24/02/2021 | Glenn Robinson III |
| 25/03/2021 | Mfiondu Kabengele  |
| 25/03/2021 | Jabari Parker      |
| 03/04/2021 | DaQuan Jeffries    |
| 28/04/2021 | Chris Silva        |